# Mūšos Tyrelio pelkė
Mūšos Tyrelio pelkė este o arie protejată (arie specială de conservare — SAC, sit de importanță comunitară — SCI, arie de protecție specială avifaunistică — SPA) din Lituania întinsă pe o suprafață de 1.700 ha, integral pe uscat.

## Localizare
Centrul sitului Mūšos Tyrelio pelkė este situat la coordonatele 56°12′23″N 23°13′27″E / 56.2064°N 23.2242°E.

## Înființare
Situl Mūšos Tyrelio pelkė a fost declarat sit de importanță comunitară în ianuarie 2004 pentru a proteja 14 specii de animale. Alte tipuri de protecție:
- arie de protecție specială avifaunistică (în aprilie 2004)[2]
- arie specială de conservare (în martie 2009)[1][3][4]

## Biodiversitate
Situată în ecoregiunea boreală, aria protejată conține 4 habitate naturale: Lacuri și iazuri distrofice naturale, Turbării active, Mlaștini turboase de tranziție și turbării mișcătoare, Păduri caducifoliate de mlaștină fino-scandinave.
La baza desemnării sitului se află mai multe specii protejate de  păsări (14): gârliță mare (Anser albifrons), gâscă de semănătură (Anser fabalis), acvilă țipătoare mică (Aquila pomarina), ciuf de câmp (Asio flammeus), caprimulg (Caprimulgus europaeus), barză neagră (Ciconia nigra), erete cenușiu (Circus pygargus), ciocănitoarea de stejar (Dendrocopos medius), cocor (Grus grus), viespar (Pernis apivorus), ciocănitoare verzuie (Picus canus), ploier auriu (Pluvialis apricaria), cocoșul de mesteacăn (Tetrao tetrix tetrix), fluierar de mlaștină (Tringa glareola).